# Cry Baby (Megan Thee Stallion)
Cry Baby è un singolo della rapper statunitense Megan Thee Stallion, pubblicato il 29 gennaio 2021 come quarto estratto dal primo album in studio Good News.
Il brano vede la partecipazione del rapper statunitense DaBaby ed è stato scritto dai due artisti in collaborazione con Katie Smith, Daniel Levin e David Doman.

## Video musicale
Il video musicale, diretto da Colin Tilley, è stato reso disponibile il 3 febbraio 2021. Oltre a Megan Thee Stallion e DaBaby, il video presenta anche un cameo da parte dell'influencer di Instagram BlameitonKWay.

## Classifiche

### Classifiche settimanali
| Classifica (2021) | Posizione massima |
| ----------------- | ----------------- |
| Irlanda           | 96                |
| Stati Uniti       | 28                |

### Classifiche di fine anno
| Classifica (2021) | Posizione |
| ----------------- | --------- |
| Stati Uniti       | 77        |